# کلیف آلیسون
هنری کلیفورد «کلیف» آلیسون (انگلیسی: Henry Clifford "Cliff" Allison؛ زادهٔ ۸ فوریهٔ ۱۹۳۲، درگذشتهٔ ۷ آوریل ۲۰۰۵) رانندهٔ بریتانیایی مسابقات اتومبیل‌رانی فرمول یک اهل انگلستان بود که در فصل‌های ۱۹۵۸ تا ۱۹۶۱ با تیم‌های لوتوس، اسکودریا سنترو ساد، فراری و یودی‌تی لی‌استال در مسابقات فرمول یک شرکت کرد.